# 斯塔克斯 (緬因州)
斯塔克斯（英語：Starks）是一個位於美國緬因州薩默塞特縣的鎮。

## 人口
根據2020年美國人口普查的數據，斯塔克斯的面積為83.22平方千米，當中陸地面積為81.82平方千米，而水域面積為1.39平方千米。當地共有人口593人，而人口密度為每平方千米7人。